# المبارك القبلي (عمد)

تعديل مصدري - تعديل

المبارك القبلي هي إحدى قرى  بمديرية عمد التابعة لمحافظة حضرموت، بلغ تعداد سكانها 20 نسمة حسب تعداد اليمن لعام 2004.